# 圣旺洛莫讷站
圣旺洛莫讷站（法語：Gare de Saint-Ouen-l'Aumône），是法国的一个铁路车站，属于大区快铁C线C1支线和巴黎北线。开通于2000年8月28日，位于瓦兹河谷省圣旺洛莫讷。属于第五收费区（法語：Zone 5）。